# Jacques-André Bertrand
Pour les articles homonymes, voir Bertrand.
Jacques-André Bertrand, né le 29 décembre 1946 à Annonay en Ardèche et mort le 17 avril 2022 à Paris,, est un écrivain français.

## Biographie
Il a passé son enfance à Anneyron dans la Drôme, où son père Aimé Bertrand est nommé instituteur à l'école des garçons en 1947. Il a d'ailleurs donné son nom à la médiathèque d'Anneyron qui s'appelle "Médiathèque Jacques et Aimé Bertrand". 
Après avoir découvert, à l'âge de dix ans et demi, qu'il pouvait toucher et faire rire son entourage en racontant sur un cahier d'écolier l'opération qu'il venait de subir au genou, Jacques André Bertrand décide, explique-t-il, de devenir poète, « nouvelliste, romancier, chroniqueur – écrivain en tout cas ». Il passe son  baccalauréat (philosophie), et entre à l'École supérieure de journalisme de Lille. Il devient ensuite journaliste professionnel pendant une douzaine d'années, avant d'écrire et de publier des livres.
Entre autres récompenses littéraires, Jacques André Bertrand a reçu le prix de Flore en 1995 pour son livre Le Pas du loup.
Il est, avec Gérard Mordillat, Henri Cueco, Jacques Jouet, Hervé Le Tellier, Lucas Fournier et d’autres, l'un des « papous » de l’émission de France Culture Des Papous dans la tête, fondée par Bertrand Jérôme et animée par Françoise Treussard.
En 2015, il reçoit le prix Alexandre-Vialatte pour Brève Histoire des choses (Éditions Julliard) et l'ensemble de son œuvre.

## Œuvres
- Tristesse de la Balance et autres signes, Bernard Barrault, 1983 ; réédité chez Julliard en 2001 avec des illustrations de Martin Veyron
- Chroniques de la vie continue, Bernard Barrault, 1984
- Soirées dansantes à l'orphelinat, Bernard Barrault, 1985
- Le Parapluie du Samouraï, Bernard Barrault, 1987
- Je voudrais parler au directeur, Bernard Barrault, 1990
- Higelin Higelin, Bernard Barrault, 1991
- Le Pas du loup, Julliard, 1995

prix de Flore
- Le sage a dit, Julliard, 1997
- La Petite Fille qui se souvenait d'avoir parlé avec l'ange, Julliard, 1997
- L'Infini et des poussières, Julliard, 2000 et 2001
- Dernier camps de base avant les sommets, Julliard, 2002

prix Grand-Chosier
- L'Angleterre ferme à cinq heures, Julliard, 2003
- Rappelez moi votre nom, Julliard, 2004
- La Course du chevau-léger, Julliard, 2006
- J'aime pas les autres, Julliard, 2007

prix Georges-Brassens
- Les Sales Bêtes, Julliard, 2008

prix littéraire 30 millions d'amis 2008
- Les Autres, c'est rien que des sales types, Julliard, 2009
- Mariages, Julliard, 2010
- Les autres, c'est toujours rien que des sales types, Julliard, 2012
- Commandeur des Incroyables et autres Honorables Correspondants, Julliard, 2012
- Comment j'ai mangé mon estomac, Julliard, 2014
- Brève Histoire des choses, Julliard, 2015

prix Alexandre-Vialatte 2015
- Quelques conseils pour venir au monde, Julliard, 2017
- Cette chaise est libre ? , Julliard, 2019
- Chroniques de la vie continue, réédition, Julliard, 2020

## Ouvrages collectifs
- Les Papous dans la tête, l'anthologie, dir. Bertrand Jérôme et Françoise Treussard, Éditions Gallimard, 2007
- Le Dictionnaire des Papous dans la tête, dir. Françoise Treussard, Éditions Gallimard, 2007